# Сан-Жозе-дус-Пиньяйс
Сан-Жозе-дус-Пиньяйс (порт. São José dos Pinhais) — муниципалитет в Бразилии, входит в штат Парана. Составная часть мезорегиона Агломерация Куритиба. Входит в экономико-статистический микрорегион Куритиба. Население составляет 263 622 человека на 2007 год. Занимает площадь 945,717 км². Плотность населения — 278,8 чел./км².

## История
Город основан 8 января 1853 года.

## Статистика
- Валовой внутренний продукт на 2005 год составляет 6 796 401 972,00 реалов (данные: Бразильский институт географии и статистики).
- Валовой внутренний продукт на душу населения на 2005 год составляет 26 920,00 реалов (данные: Бразильский институт географии и статистики).
- Индекс развития человеческого потенциала на 2000 год составляет 0,796 (данные: Программа развития ООН).

## География
Климат местности: субтропический. В соответствии с классификацией Кёппена, климат относится к категории Cfb.